# Bernabé Dávila y Bertoloti
Bernabé Dávila y Bertololi (Màlaga, 1837 o 1839- Madrid, 16 de novembre de 1914) fou un advocat, diplomàtic i polític espanyol, ministre de Governació durant el regnat d'Alfons XIII.

## Trajectòria

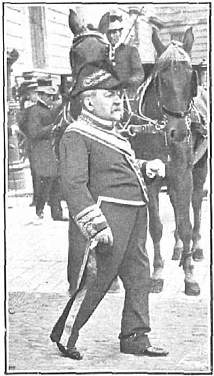
Bernabé Dávila en 1906.

Estudià les carreres de Dret i Filosofia i Lletres a la Universitat de Granada. Membre del Partit Liberal, obtindria acta de diputat en el Congrés per la circumscripció de Màlaga en les eleccions generals espanyoles de 1879, 1881, 1884, 1886, 1891, 1893 y 1896, per ser nomenat en 1898 senador vitalici. Endemés fou subsecretari de Gràcia i Justícia i ambaixador d'Espanya a Lisboa.
Va exercir com a ministre de Governació entre el 6 de juliol i el 30 de novembre de 1906 en un gabinet que va presidir José López Domínguez (de qui n'era molt amic).
Fou promotor de l'Instituto Nacional de Previsión (INP), antecedent a Espanya de la Seguretat Social. En 1906 va presentar a les Corts un projecte de llei per a l'Institut Nacional de Previsió, tanmateix no va poder discutir-se i que acabaria sent aprovat en 1908, durant el pas pel ministeri de Juan de la Cierva y Peñafiel.
Al març de 1910 se li va concedir la gran creu de l'Orde de Carles III.
Va morir a Madrid el 16 de novembre de 1914, fou enterrat a Màlaga, en un panteó familiar del cementiri de San Miguel.